# Miccotrogus
Miccotrogus är ett släkte av skalbaggar. Miccotrogus ingår i familjen vivlar.

## Dottertaxa tillMiccotrogus, i alfabetisk ordning[1]
- Miccotrogus acuminirostris
- Miccotrogus afflatus
- Miccotrogus alhagi
- Miccotrogus angustulus
- Miccotrogus arator
- Miccotrogus aratus
- Miccotrogus auctus
- Miccotrogus auronotatus
- Miccotrogus capucinus
- Miccotrogus carolinae
- Miccotrogus chevrolati
- Miccotrogus cinerascens
- Miccotrogus concolor
- Miccotrogus consputus
- Miccotrogus convexiusculus
- Miccotrogus cuprifer
- Miccotrogus cupriferoides
- Miccotrogus damryi
- Miccotrogus dilectus
- Miccotrogus discoideus
- Miccotrogus distans
- Miccotrogus festivus
- Miccotrogus fuscirostris
- Miccotrogus griseus
- Miccotrogus hesperis
- Miccotrogus hirtellus
- Miccotrogus lamellosus
- Miccotrogus languidus
- Miccotrogus lederi
- Miccotrogus leucoloma
- Miccotrogus liljebladi
- Miccotrogus lineellus
- Miccotrogus lostiae
- Miccotrogus meyeri
- Miccotrogus mixtus
- Miccotrogus molitor
- Miccotrogus monachus
- Miccotrogus nimius
- Miccotrogus oschianus
- Miccotrogus parallelus
- Miccotrogus picirostris
- Miccotrogus posticus
- Miccotrogus praescutellaris
- Miccotrogus probus
- Miccotrogus procerulus
- Miccotrogus pubicollis
- Miccotrogus pyrenaeus
- Miccotrogus radians
- Miccotrogus sefrensis
- Miccotrogus semisquamosus
- Miccotrogus seniculus
- Miccotrogus signaticollis
- Miccotrogus soltaui
- Miccotrogus sordidus
- Miccotrogus suturatus
- Miccotrogus tacitus
- Miccotrogus tectus
- Miccotrogus texanus
- Miccotrogus varicolor
- Miccotrogus versicolor